# همیشه خندان، نیوجرسی
همیشه خندان، نیوجرسی (به انگلیسی: Eversmile, New Jersey) و (اسپانیایی: Eterna sonrisa de New Jersey‎) فیلمی آرژانتینی-بریتانیایی در سبک کمدی-درام است که در سال ۱۹۸۹ منتشر شد؛ دانیل دی-لوئیس، میریانا جوکوویچ و گابریلا آکِر از بازیگران این فیلم بوده و نیز نویسندگان فیلم‌نامه‌اش سورین، جورج گلدنبرگ و روبرتو شویِر هستند. این فیلم، اولین نمایش خود را در ۱۱ سپتامبر ۱۹۸۹ در جشنواره بین‌المللی فیلم تورنتو در کانادا تجربه کرد.